# Steen Christensen
Steen Viktor Christensen, född 9 oktober 1964, är en dansk brottsling, som i Danmark år 1992 dömdes till tolv års fängelse för många bankrån och våldtäkt. Hösten 1997 fick Christensen gå på en obevakad semester, under vilken han flydde till Finland.
Den 22 oktober 1997 rånade Christensen nattportieren på Hotell Palace i Helsingfors. När en polispatrull stötte på honom på Fabriksgatan kommenderade han ut de två polismännen Eero Holsti och Antero Palo och tvingade ned dem på knä varpå han sköt båda i bakhuvudet. Händelsen orsakade en enorm polisinsats i Finland, som slutade med att Christensen greps i Tavastehus när han lämnade Hotel Vaakuna. Han hade bott på hotellet under namnet Kim Anderssen.
Han dömdes den 7 maj 1998 i Finland till livstids fängelse för mordet på de två poliserna, och överfördes senare till danskt fängelse. I mars 2017 vädjade Christensen utan framgång om att bli frisläppt.